# Laura Branigan
Laura Branigan (Brewster, New York, 3. srpnja 1952. – New York, 26. kolovoza 2004.), američka pjevačica i glazbenica irskog podrijetla. Bila je na vrhuncu popularnosti početkom 1980-ih, velikim hitovima "Gloria" i "Self Control".
Umrla je 2004. godine od aneurizme u mozgu.

## Diskografija

### Albumi
- Branigan (1982.)
- Branigan 2 (1983.)
- Self Control (1984.)
- Hold Me (1985.)
- Touch (1987.)
- Laura Branigan (1990.)
- Over My Heart (1993.)

## Vanjske poveznice
- Laura Branigan u internetskoj bazi filmova IMDb-u (engl.)
- Službena stranica  Arhivirana inačica izvorne stranice od 22. siječnja 2009. (Wayback Machine)